# Blastocyst

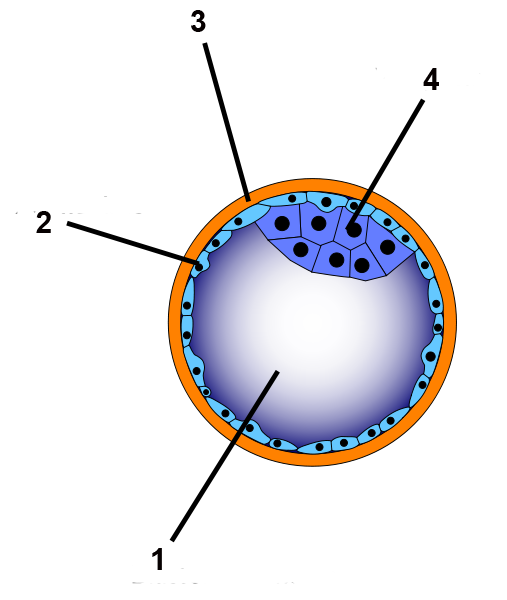
Blastocyst
1: Blastocel (hålighet)
2: Trofoblast
3: Membran
4: Embryoblast (skall bilda embryot)

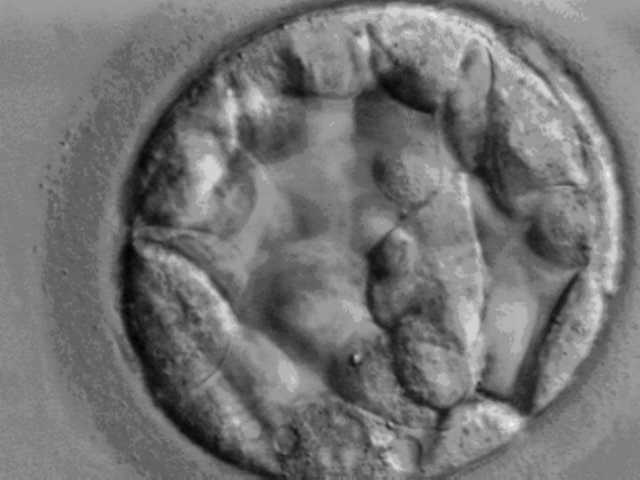
Blastocyst, dag 5

Blastocyst (av grekiska: blastos för grodd, och kystis för blåsa) är hos de flesta däggdjuren (pungdjur och högre däggdjur) ett utvecklingsstadium hos embryot som följer efter morulan. Hos övriga flercelliga djur kallas stadiet för blastula.
Hos människan bildas blastocysten ungefär tre till fyra dagar efter äggets befruktning. Den kompakta morulan bildar i mitten ett hålrum som fylls med vätska. Medan de inre cellerna är sammanlänkade genom gap junction bildar de yttre cellerna med hjälp av täta fogar (tight junctions) en stabil avgränsning mot utsidan. Dessutom bildas mikrovilli bara på de yttre cellerna. Den del av morulan som blir det egentliga embryot, den så kallade embryoblast, ligger bara på en sida av blastocysten. Hos högre däggdjur och några pungdjur bildas dessutom ett skyddsskikt av celler som kallas trophoblast (eller trofoblast). Skikten blir senare moderkakan.
Mänskliga pluripotenta stamceller kan utvinnas ur blastocysten. KARO1, som har skapats i Sverige, är en av totalt åtta GMP stamcellinjer som finns i världen .
Blastocyster kan användas vid genmodifiering av djur. Modifierade embryonala stamceller injiceras i blastocysten. Detta kan göras eftersom inga celler ännu är specialiserade vilket betyder att även de celler som injiceras kommer att kunna utvecklas till olika celler. Djuret kommer sedan att bestå av både icke-modifierade samt modifierade celler. Om några av könscellerna är modifierade kan djuret korsas med ett annat djur som har modifierade könsceller. En fjärdedel av avkomman kommer då att bestå endast av genmodifierade celler.